# Hereditas petitio
Actio hereditas petito – w prawie rzymskim skarga dla dziedziców prawa cywilnego przeciw dziedzicom testamentowym, oraz dla wszelkich dziedziców, których prawa do spadku są kwestionowane. Jest zarówno jedną z actiones in rem jak i actiones bonae fidei.